# Skuttunge prästgård
Skuttunge prästgård är en gård belägen invid Skutån i Skuttunge församling, Uppsala kommun i Uppland. Ärkebiskop emeritus Gunnar Hultgren bodde här från 1960-talet fram till cirka 1990. Prästgården bebos nu av församlingens  komminister.
Invid prästgården, vid åbrinken, finns en trefaldighetskälla.

## Byggnadsminne

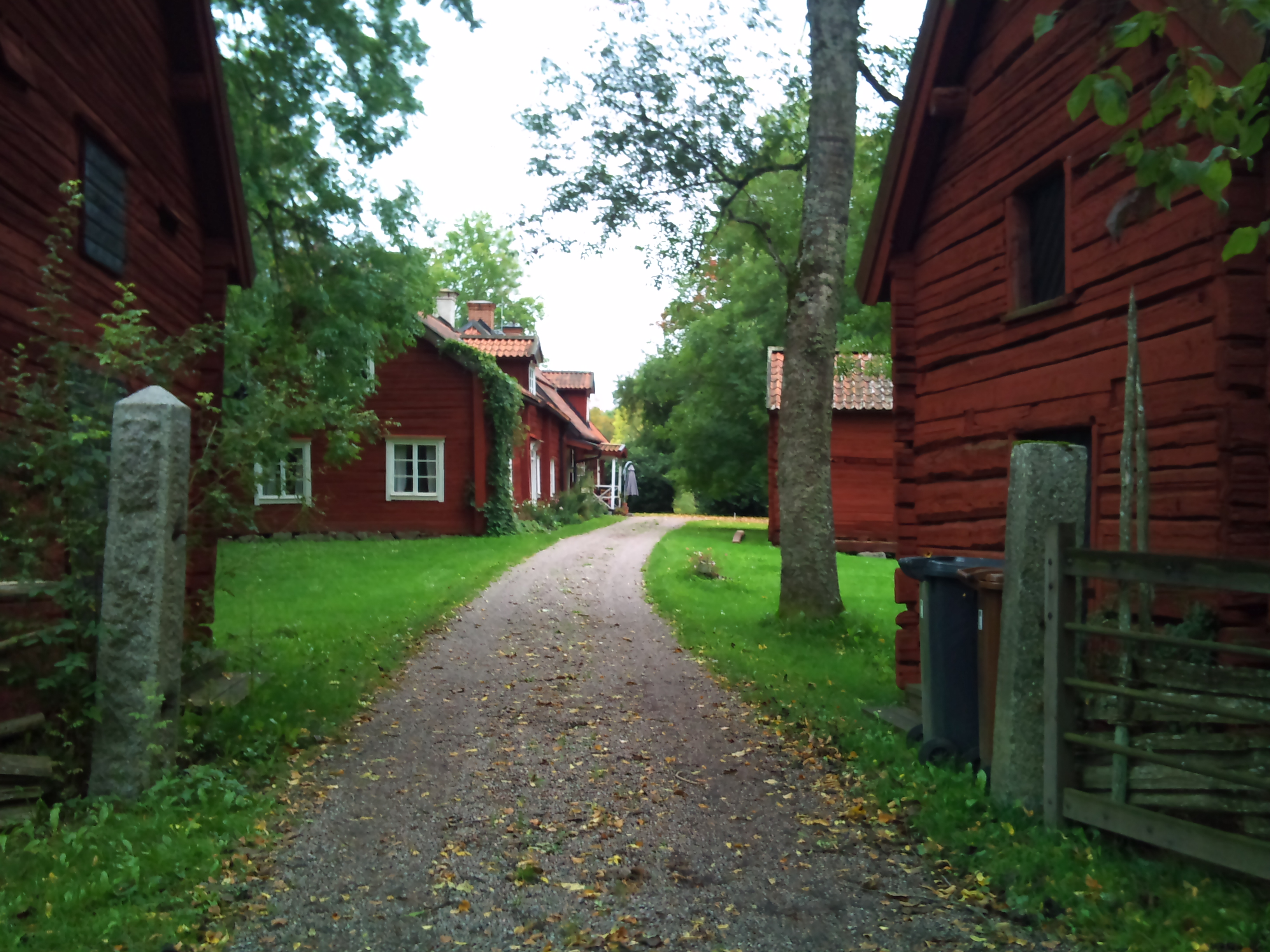
Skuttunge prästgård

Huset är idag ett byggnadsminne.